# 蒲敏道
蒲敏道（德語：Franz Burkhardt，1902年12月8日—2002年7月23日），瑞士籍天主教神父、天主教耶穌会会士。先后于中国河北以及台湾等地服务民眾长達71年。

## 早年
1902年12月8日，蒲敏道出生于瑞士巴塞尔城一个虔诚的天主教徒家庭，父亲Gregorius Burkhardt，母亲Berta Hufschmied，蒲敏道在家中排行第三，有2个哥哥、3个妹妹及1个弟弟。他的父母原本安排2个哥哥进入修院，将来成为神父，而安排蒲敏道初中毕业后，到一家冶金建築公司学徒，以及在另一家公司擔任管帳人員，准备将来经商；但是后来2个哥哥先后都改变了从事神职的心願，因此本堂神父沙勒不同意蒲敏道进入修院的申请，直到6年之后的1925年春，终于获得批准。已经22岁的蒲敏道立刻在4月到奥地利，进入耶稣会在林茨开设的內思大学讀拉丁文，9月就讀五年級。1926年，內思大学的杜斯卻克校長被派往中国河北省传教，蒲敏道也深受影响，期待前往中国。同年9月8日，蒲敏道加入耶稣会，在Karnten的St. Andra 會院進入初學院。1928年進入德國慕尼黑附近普拉克的柏克曼斯学院修讀哲学，9月9日發初願。

## 在中國
1931年8月，28岁的蒲敏道途经西伯利亚铁路来到中國传教。起初2年，他在法国耶稣会在河北省开辟的献县教区学習中文。1932年，蒲敏道进入耶稣会设立的天津工商学院试教一年地理课。1933年，蒲敏道进入耶稣会在上海开办的徐家汇神学院修讀神学。1936年6月10日，33岁的蒲敏道在上海徐家匯圣伊纳爵主教座堂晋升为神父。
1937年，蒲敏道在上海读完神学后，回到华北的献县教区擔任副本堂神父。1938年，他又到安徽蕪湖進行「第三年」学習一年。1939年，蒲敏道转到景縣教區，担任南宮縣東北約40公里的范家寨担任本堂神父。这时，蒲敏道必须面临复杂而危险的环境：他在騎著腳踏車訪視下属堂區时，需要穿行于日軍佔領区与八路军游擊区之间，经常必須跨越为阻止日軍巡邏隊挖掘的深壕，以及面对惊心动魄的盘查。
1939年7月15日，耶稣会设在河北省河间的大修院有24名师生被日军认为私通八路军而遭活埋。于是在1940年，耶稣会在河北省东南部设立的4个教区——献县教区、永年教区、大名教区和景县教区决定联合设立若石总修院，院址设在新成立的、由奥地利主教负责的景县教区，当时已德奥合并，因而被认为较为安全。蒲敏道在这时进入若石总修院，擔任该修院的神学教師。1941年，改任修院哲学教師。1942年，蒲敏道升任修院院长及景县教区耶稣会会长，与凌安瀾主教共事。1944年2月2日，41岁的蒲敏道在景縣發終身願（第四願）。
1945年，日本战败，共产党迅速占领河北大部分农村地区，在各地组织农民批斗天主教神父。1946年1月6日，蒲敏道连同景县的全体外国传教士一起被捕，教区包括若石总修院的产业被全部没收。在接受群众批斗时，由于教会曾在水灾期间多次帮助民众，因而没有人愿意出来指控，于是在14天后，蒲敏道等人被释放。他们被迫离开景县，蒲敏道带领若石总修院的师生越过封锁线，向北逃亡到仍在国军占领下的北平城。在北平，蒲敏道以罗马交付的两万美金，并取得4个教区主教的同意，在北平东城北新桥附近的王驸马胡同以極便宜的價格买到一位中國富豪拋售的约25公亩的土地及一座大宅院，三个月后，景县大修院在北平重新开课，广阔的临时校园还有操场、篮球场、排球场。
1948年12月，解放军包圍北平，蒲敏道院长收到罗马耶稣会总会的紧急电报，他搭乘基督教會的聖保羅號飛機离开被重兵包围的北平，到达仍在國軍控制下的上海，再转機回到罗马，报告中国大陆的情况后，又被指派担任耶稣会“中国巡阅使”，负责统筹安排中国所有耶稣会士的撤退事宜。蒲敏道和赵振声（避难在北平的献县教区主教，接替赴美的田耕莘担任北平教区代理主教）等多位耶稣会教区主教决定，优先安排200多名若石总修院和北平辅仁大学多玛斯哲学院的青年修生率先撤退到安全地区。若石总修院的修生这时又开始了第二次逃难历程。教会将一笔旅费及车票、机票或船票交给修士，指示他们分别经由陆、海、空各路，以尽可能快的方式，三、五个人一组，搭乘任何可能的交通工具，经由上海、香港，最后陆续全部以临时观光客的名义进入菲律宾。蒲敏道神父安排妥当这次逃亡行动后，本人则以中立国瑞士公民的身分，继续留在上海达5年之久，中国大陆所有耶稣会神父被逐出中国大陆，经由上海前往香港时，蒲敏道与他们一一会面；耶稣会同时另派一位副巡阅使歐布廉神父（Fr. Paul O'Brien S. J.）驻扎中国境外，負責安排这些神父或回国，或前往其他国家傳教。1953年，蒲敏道神父在上海被捕，當晚被遣送前往香港。　　
1953年7月，蒲敏道從香港搭飛機回到羅馬，向耶稣会總會長報告過去五年在上海的情況，然後，在羅馬及瑞士逗留半年。1954年1月，蒲敏道来到菲律賓馬尼拉，再次擔任若石总修院的院长，直到4年后所有的修生畢業。

## 在台湾
1959年，蒲敏道来到台灣新竹，擔任耶穌会副院长。1960年，他被派到越南共和国的大叻。自1957年起，被中国驱逐的耶稣会士开始负责那里的宗座修道院。蒲敏道被任命擔任院长时，那里只有臨時搭建的院舍；蒲敏道为大叻宗座修道院选择了一个环境优雅的新址。新修院尚未完成時，1962年7月，蒲敏道被任命為耶穌会遠東省（後改為中華省）省会长，定居台北。
蒲敏道来到台北，立即着手促成辅仁大学、徐汇中学在台湾复校。1963年2月，蒲敏道作为耶稣会代表，與圣言会神父一起为輔仁大學购妥了台北县新庄镇30余甲校地，然后规划了耶稣会负责的几个学院。
1967年，蒲敏道从耶穌会中華省会长卸任，再度担任一名普通的乡村神父，他服务于嘉義教區，起初担任新港總鐸區總鐸，负责新港、北港、蒜頭的教务，1972年，当负责朴子總鐸區（朴子、布袋、義竹、东石、鹿草）的隆其化（大名教区宗座署理）去世后，朴子、新港兩總鐸區合併為朴子總鐸區，蒲敏道神父任總鐸，起初兼蒜頭本堂，次年擔任朴子天主堂本堂神父，驻扎朴子。1976年1月1日，蒲敏道神父升任嘉義教區副主教，仍住在朴子。
1988年11月28日，蒲敏道获准在嘉義縣東石鄉创办聖心教養院，专门收容残障人士。1990年8月16日，聖心教養院建築完工，9月17日，開始收容院生，蒲神父擔任院长。蒲敏道因此曾多次受到表彰（1991年獲省政府金毅獎，1997年獲內政部「績優外籍宗教人士」表揚，1998年獲省政府頒「省民榮譽証」，1999年，榮獲八十八年度中華民國好人好事代表「八德獎」，2000年12月15日，榮獲總統府頒贈「紫色大綬景星勳章」表揚，2001年3月23日，榮獲羅馬教廷頒贈「金十字勳章」）。
1994年2月1日，91岁的蒲敏道神父辞去副主教职务，由吳終源神父接任。1996年4月29日，蒲敏道神父辞去聖心教養院长职务，轉任“宗教輔導師”，院长由中華聖母修女會高慧琳修女接任。2002年7月23日，蒲敏道神父在耕莘醫院逝世，享嵩壽100岁。民进党秘书长张俊雄将蒲敏道神父誉为“最值得尊敬的台湾人”。